# Vansinnets historia under den klassiska epoken
Vansinnets historia under den klassiska epoken är en bok av den franske filosofen Michel Foucault, utgiven 1961. 
Foucault redogör i boken för vansinnets historia under den klassiska perioden, som omspänner tiden från 1600-talet till 1800-talets början. Författaren följer utvecklingen av diskursen om vansinnets betingelser. Till en början ansågs vansinnet bero på de olika kroppsvätskorna inbördes sammansättning; därefter trodde man att det hängde samman med de olika nervbanorna för att slutligen anse att det härstammar från hjärnan. Foucault belyser därutöver hur de vansinniga alltmer avskildes från det övriga samhället samt uppkomsten av asylerna.